# Falkenberg (Tirschenreuth)
Falkenberg è un comune tedesco di 965 abitanti, situato nel land della Baviera.